# Municipio de Santa María Yavesía
El municipio de Santa María Yavesía (en zapoteco: yabbedia 'palo o árbol de águila') es un municipio de 472 habitantes situado en el Distrito de Ixtlán, Oaxaca, México.

## Economía
El 68.67% de la población se dedica al sector primario, 23.97% al secundario y 7.36% al terciario.
Las principales actividades que desarrollan son agricultura con el 90%, fruticultura 75%, horticultura y actividades pecuarias 39%, saneamiento del bosque 22%, los habitantes generalmente se dedican a más de una actividad. 
Los productos que se siembran son principalmente el maíz, chícharo, haba, papa, nuez, manzana, durazno, aguacate, pera, membrillo, ciruela, tomate y chile.

## Demografía
En el municipio habitan 472 personas, de las cuales 27% habla una lengua indígena. La mitad de la población tiene estudios de educación primaria, solamente el 15.95% cuenta con educación secundaria; tiene una población analfabeta del 10.48%, principalmente adultos mayores.
Localidades
En el municipio se encuentran los siguientes poblados:
| Nombre de la localidad | Población 2010 |
| Santa María Yavesía    | 440            |
| Barrio de San Miguel   | 5              |
| Llano Grande           | 3              |

## Turismo
La zona boscosa que se encuentra en el municipio es ideal para practicar ecoturismo, los visitantes pueden hospedarse en cabañas y practicar senderismo en sus montañas:
| Montaña              | Altura (MSNM) | Importancia                            |
| -------------------- | ------------- | -------------------------------------- |
| Piedra Larga         | 3,300         | Ecoturística y de conservación         |
| Piedra Ventana       | 3,250         | Ecoturística y de conservación         |
| Las Calaveras        | 3,350         | Ecoturística, conservación y religiosa |
| Cerro de Dos Piedras | 3,300         | Ecoturística y de conservación         |
| Xia Caba             | 3,100         | Ecoturística y de conservación         |
| Xio Ruu Bagoo        | 2,900         | Ecoturística y religiosa               |